# Bobadela (Chaves)
Bobadela (também chamada Bobadela de Monforte) é uma povoação portuguesa do Município de Chaves que foi sede da extinta Freguesia de Bobadela, freguesia que tinha 5,24 km² de área e 105 habitantes (2011), e, por isso, uma densidade populacional de 20 hab/km². 
A Freguesia de Bobadela, que era composta pelos lugares da Bobadela e da Bolideira, foi extinta em 2013, no âmbito de uma reforma administrativa nacional, tendo sido agregada à Freguesia de Oucidres para formar uma nova freguesia denominada Freguesia do Planalto de Monforte.
Bobadela, desde a Idade Média, fez parte do termo do concelho de Monforte de Rio Livre. Com a extinção deste em 31 de dezembro de 1853, passou ao vizinho concelho (atual município) de Chaves, onde permanece desde então.

## População
| Número de habitantes | Número de habitantes | Número de habitantes | Número de habitantes | Número de habitantes | Número de habitantes | Número de habitantes | Número de habitantes | Número de habitantes | Número de habitantes | Número de habitantes | Número de habitantes | Número de habitantes | Número de habitantes | Número de habitantes |
| -------------------- | -------------------- | -------------------- | -------------------- | -------------------- | -------------------- | -------------------- | -------------------- | -------------------- | -------------------- | -------------------- | -------------------- | -------------------- | -------------------- | -------------------- |
| 1864                 | 1878                 | 1890                 | 1900                 | 1911                 | 1920                 | 1930                 | 1940                 | 1950                 | 1960                 | 1970                 | 1981                 | 1991                 | 2001                 | 2011                 |
| 223                  | 285                  | 343                  | 291                  | 332                  | 292                  | 270                  | 297                  | 374                  | 370                  | 265                  | 196                  | 163                  | 124                  | 105                  |

(Obs.: Número de habitantes "residentes", ou seja, que tinham a residência oficial nesta freguesia à data em que os censos  se realizaram.)